# Prima del Signor G - Giorgio Gaber 1958-1970
Prima del Signor G 1958-1970 è un album del cantautore italiano Giorgio Gaber, pubblicato nel 2005.

## Il disco
Si tratta di una vasta raccolta di alcuni dei più significativi brani, antecedenti all'album Il signor G del 1970, che spinsero Gaber a crearsi una nuova strada lontano dall'industria discografica e televisiva.

## Tracce
CD 1
1. Ciao ti dirò – 1:51
2. Be Bop A Lula – 2:06
3. Buonanotte tesoro – 2:19
4. Bambolina – 2:18
5. Geneviève – 1:51
6. Non arrossire – 2:25
7. Zitto prego! – 1:51
8. La ballata del Cerutti – 3:44
9. Suono di corda spezzata – 1:54
10. Dormi piccino – 2:14
11. Una fetta di limone – 1:39
12. Benzina e cerini – 3:03
13. Le strade di notte – 3:30
14. Una lettera – 2:20
15. La cartolina colorata – 2:29
16. La conchiglia – 3:05
17. Trani a gogò – 3:35
18. Gli amici – 1:42
19. Una stazione in riva al mare – 2:01
20. La mamma di Gino – 3:07
21. Povera gente – 2:55
22. Una ragazzina – 2:14
23. Goganga – 2:30
24. Le nostre serate – 3:16
25. Porta Romana – 3:30

Durata totale: 63:29
CD 2
1. Gli imbroglioni – 2:58
2. Un bacio a metà – 2:29
3. La ballata del pedone – 2:59
4. Così felice – 3:17
5. Il sospetto – 2:18
6. E giro giro – 3:33
7. La maglietta – 1:46
8. Domani ci vediamo – 3:00
9. La balilla – 3:33
10. Noi due stupidi – 2:35
11. Il coscritto – 3:16
12. Amore ti chiedo un favore – 2:27
13. Ferma con gli occhi nel vuoto – 2:32
14. E la città non lo sa – 2:40
15. Lettera dalla Svizzera – 2:57
16. Gli anni che verranno – 3:10
17. Amore difficile amore – 2:14
18. Un amore vuol dire – 2:40
19. Pieni di sonno – 3:04
20. Mai, mai, mai Valentina – 2:12
21. La risposta al ragazzo della via Gluck – 3:58
22. Le ore e le stelle – 3:05
23. Ma voi ma voi – 2:54
24. 'A pizza – 2:41
25. Snoopy contro il Barone Rosso – 2:26

Durata totale: 70:44
CD 3
1. E allora dai – 4:07
2. La libertà di ridere – 2:26
3. Suona chitarra – 2:45
4. Un uomo che dal monte – 3:56
5. La vita dell'uomo – 2:41
6. Immagini – 2:22
7. La corsa – 3:03
8. Torpedo blu – 2:45
9. Il truccamotori – 2:02
10. Ma pensa te – 3:13
11. Sai com'è, no com'è – 2:48
12. La Chiesa si rinnova – 3:28
13. Eppure sembra un uomo – 3:30
14. Com'è bella la città – 3:22
15. Il Riccardo – 2:29
16. Chissà dove te ne vai – 2:58
17. Donna donna donna – 2:18
18. A la moda del varietà – 3:01
19. Barbera e Champagne – 3:32
20. Vola vola: il Signor G e le stagioni – 2:39
21. L'ultima bestia – 5:15
22. Oh madonnina dei dolori – 3:30
23. I bambini stanno benissimo – 3:33
24. Il gatto si morde la coda – 2:45
25. Paparadio – 3:32

Durata totale: 78:00